# BMW CE 02
Der bzw. die BMW CE 02 ist ein elektrisch angetriebenes Kleinmotorrad des deutschen Motorradherstellers BMW Motorrad, welches als neue Fahrzeugkategorie zwischen Roller und Motorrad als "eParkourer" ab Mai 2024 vermarktet wird.

## Beschreibung

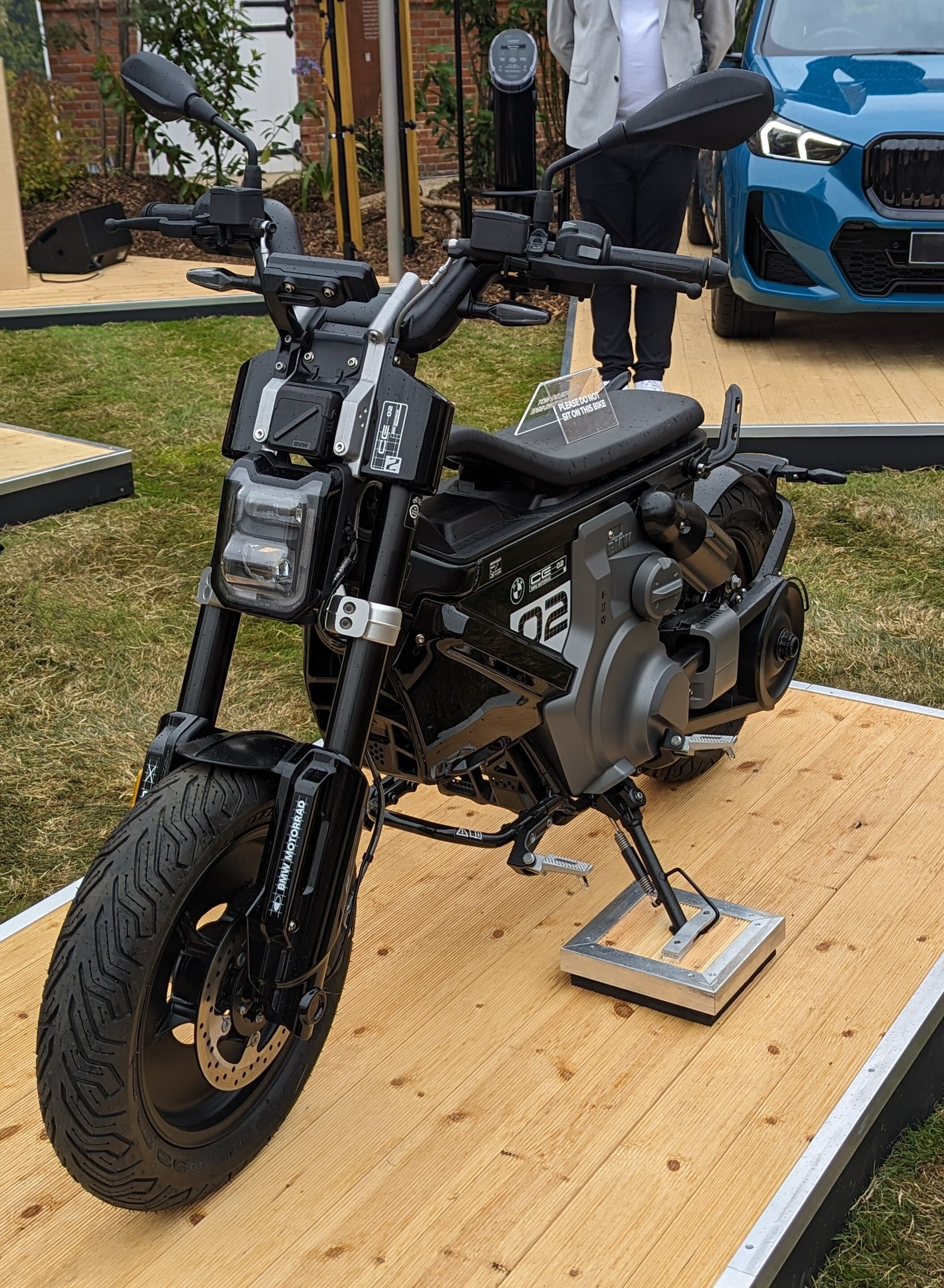
BMW CE02 Linke Seite

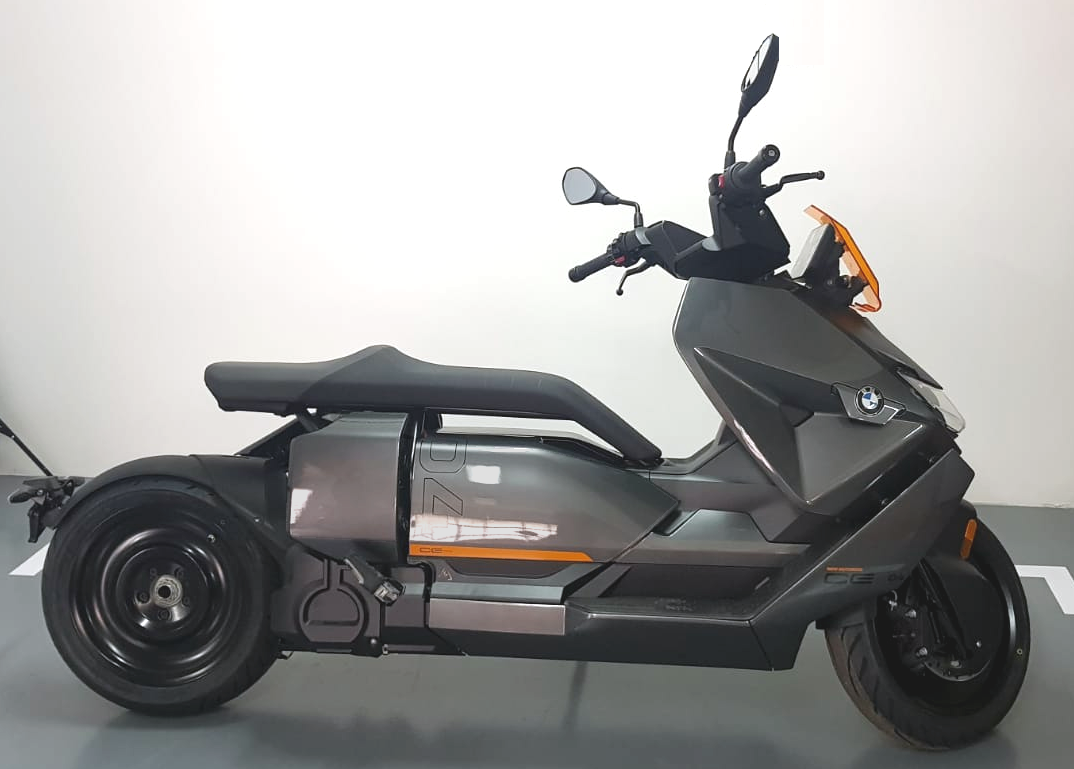
BMW CE04 Avantgarde

Der CE 02 erinnert an ein klassisches Motorrad und wurde mit ähnlichen technischen Teilen ausgestattet wie das eher als Scooter erkennbare Modell BMW CE 04. Der CE 02 baut auf einem Doppelschleifen-Stahlrohrrahmen mit fest verbauter Antriebsmaschine auf. Die Kraft wird über einen Zahnriemen auf das 14-Zoll große einseitig aufgehängte Hinterrad übertragen. Das ebenfalls 14 Zoll große Vorderrad wird an einer Upsidedown-Teleskopgabel geführt. Das Motorrad hat vorn und hinten je eine hydraulisch betätigte Einscheibenbremse, vorn mit ABS. 
Den fremderregten luftgekühlten Synchronmotor gibt es in zwei Leistungsstufen jeweils für die Führerscheinklassen AM bzw. B sowie A1 bzw. B mit Zusatz B196.
- Variante 1: 3,2 / 4 kW (Dauer-/Spitzenleistung), Höchstgeschwindigkeit: 45 km/h. Akku: 1,96 kWh (netto). Gesamtgewicht 119 kg
- Variante 2: 6 / 11 kW (Dauer-/Spitzenleistung), Höchstgeschwindigkeit: 95 km/h. Akku: 3,92 kWh (netto). Gesamtgewicht 132 kg.[1] Maximales Drehmoment bei beiden Varianten: 55 Nm bei 1000/min.

Zur Standardausstattung gehören schlüsselloser Zugang, Rückfahrhilfe, Voll-LED-Beleuchtung, zwei Fahrmodi, USB-C-Ladebuchse. Optional erhältlich sind Heizgriffe, 1,5 kW-Schnellladegerät, ein weiterer Fahrmodus.

## Modellpflege
Am 27. Juni 2024 hat BMW zum ersten Mal eine Modellpflege für CE 02 angekündigt.

### Modelljahr 2025
- Die Antriebsbatterien können zum Laden entnommen werden. In der ursprünglichen Version waren die Antriebsbatterien nicht dafür vorgesehen, zum Laden entnommen zu werden. Technisch konnten die zwar entnommen werden, dies war jedoch umständlicher und mit mehr Verschleiß an Material verbunden, weil dies ursprünglich nur zum Zweck der Wartung und Reparatur vorgesehen war.
- Beim Highline Paket entfielen die Teleservices und Last State Services.